# Galgano Pannocchieschi

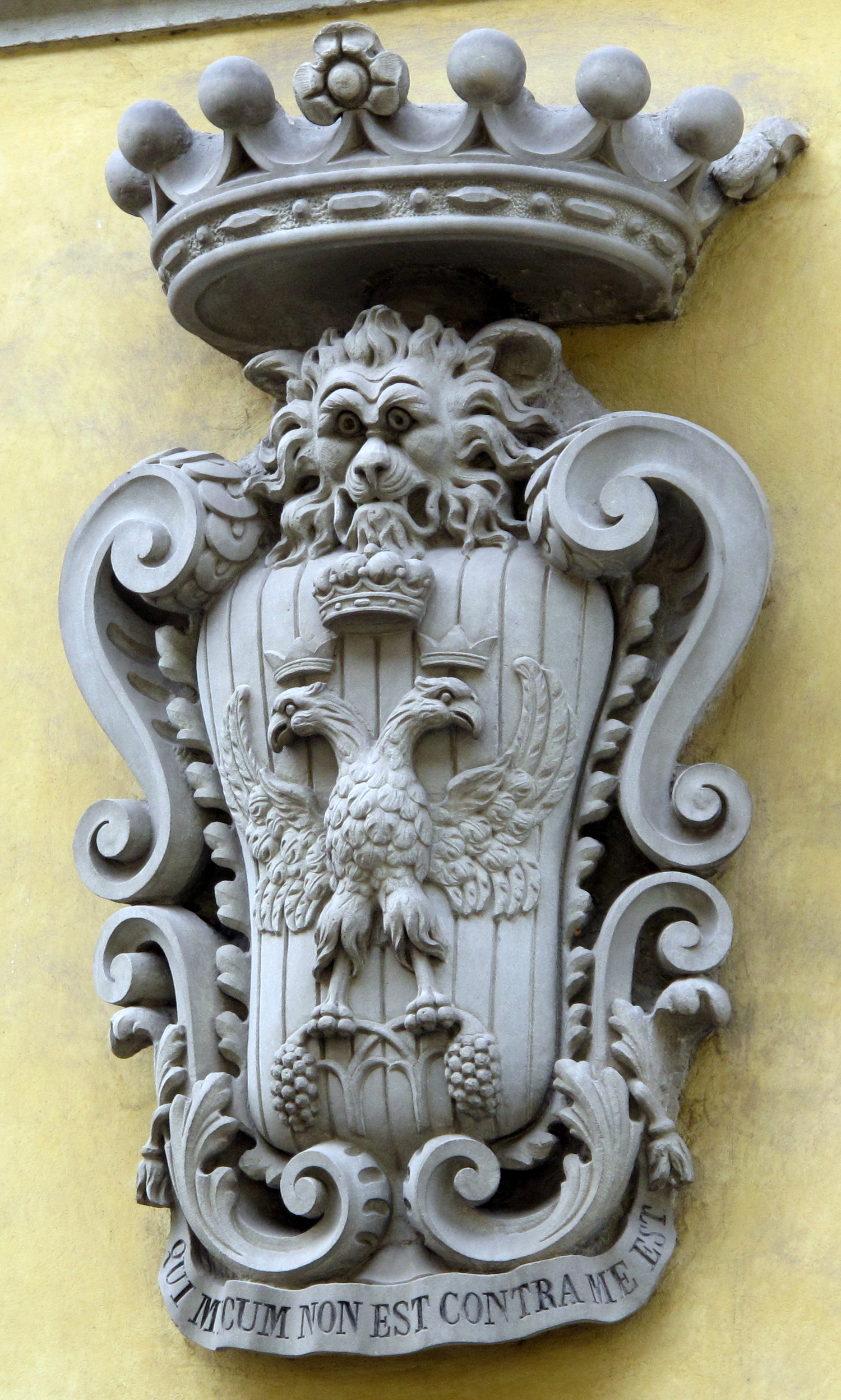
Stemma Pannocchieschi

Galgano Pannocchieschi (... – 1171 circa) è stato un vescovo cattolico italiano.

## Biografia
Fu vescovo di Volterra dal 1150 fino alla morte, avvenuta circa nel 1170-1171, quando fu massacrato in chiesa dai suoi fedeli.
Galgano era vescovo e governatore di Volterra per conto di Federico Barbarossa, vale a dire un esponente del potere temporale dei vescovi che incontrava il favore e la legittimazione politica del Sacro Romano Impero e che in quell'epoca toccò il suo culmine, fino a scontrarsi con il nascente autonomismo comunale.  Galgano esercitò il suo potere in modo dispotico e questo fu anche la causa dell'inizio della rivolta contro quel potere e della sua rovina personale: Galgano fu massacrato dal popolo inferocito sulla soglia del duomo nel 1170 circa.
Versione un po' diversa nelle biografie Treccani: http://www.treccani.it/enciclopedia/galgano_(Dizionario-Biografico)
Fautori della rivolta anti-vescovile furono i locali signori feudali e gli esponenti della nascente borghesia comunale.

### Citazioni

#### Collegiata di Santa Maria Assunta di Casole d'Elsa
È citato in un'epigrafe latina che commemora la consacrazione della Collegiata di Santa Maria Assunta di Casole d'Elsa, avvenuta il 9 novembre 1161.
L'iscrizione è posta su una lapide marmorea del transetto della Collegiata di Santa Maria Assunta:
La consacrazione della nuova chiesa avvenne alla presenza di Villano Villani, vescovo di Pisa, e di Giulio, vescovo di Firenze.

#### Rimo laurenziano
Galgano è citato, insieme al vescovo pisano Villano Villani, nel famoso Ritmo laurenziano, Salv'a lo vescovo senato.